# Luca De Aliprandini
Luca De Aliprandini (* 1. September 1990 in Cles) ist ein italienischer Skirennläufer. Er ist auf die Disziplin Riesenslalom spezialisiert, gelegentlich fährt er auch in der Disziplin Super-G. Sein bisher größter Erfolg ist der Gewinn einer WM-Silbermedaille im Jahr 2021.

## Biografie
De Aliprandini stammt aus Tuenno, besuchte die Sportoberschule in Mals und gehört der Sportfördergruppe der Guardia di Finanza (Gruppi Sportivi Fiamme Gialle) an. Er nahm ab Dezember 2005 an FIS-Rennen teil und erzielte in den Jahren 2007 und 2008 insgesamt drei zweite Plätze bei italienischen Juniorenmeisterschaften. Nach seiner Aufnahme in den Kader des Italienischen Wintersportverbandes folgten im Dezember 2008 die ersten Starts im Europacup. Bei Juniorenweltmeisterschaften, an denen De Aliprandini von 2008 bis 2010 teilnahm, fuhr er zweimal unter die schnellsten zehn: 2009 wurde er Sechster im Riesenslalom und 2010 Zehnter im Slalom. Erste Europacuppunkte gewann er am 12. Februar 2010 mit Platz 30 im Riesenslalom von Oberjoch.
In der Saison 2011/12 gelang De Aliprandini in seiner stärksten Disziplin, dem Riesenslalom, der Anschluss an die Spitze im Europacup. Nach dem ersten Top-10-Ergebnis am 5. Dezember 2011 in Trysil folgte am 17. Februar 2012 mit Platz 3 in Oberjoch die erste Podestplatzierung. Es kamen ein zweiter Platz in Kranjska Gora und ein dritter Platz La Thuile hinzu. Dies ergab in der Disziplinenwertung den dritten Rang. Sein Weltcup-Debüt hatte De Aliprandini am 23. Oktober 2011 im Riesenslalom von Sölden, wo er im ersten Durchgang ausschied. Auch im weiteren Verlauf der Saison 2011/12 blieb er ohne Ergebnis. Weltcuppunkte gewann er zum ersten Mal am 16. Dezember 2012, als er im Riesenslalom auf der Gran Risa in Alta Badia auf Platz 11 fuhr. Der bisher einzige Europacupsieg seiner Karriere gelang ihm am 3. März 2013 beim Riesenslalom von Soldeu.
Aliprandini klassierte sich im Weltcup 2013/14 zweimal unter den besten zehn. Er nahm an den Olympischen Winterspielen 2014 in Sotschi teil, wo er im Riesenslalom den elften Platz belegte und damit bester Italiener war. Anfang Dezember 2014 stürzte er in einem Riesenslalom des Nor-Am Cups in Aspen. Er zog sich dabei einen Kreuzbandriss im linken Knie zu und verpasste deswegen den Rest der Saison 2014/15. Wieder genesen, verlief die Saison 2015/16 zunächst harzig, doch dann gelang ihm Ende Februar 2016 in Hinterstoder ein siebter Platz. Mit drei Top-10-Klassierungen verlief die erste Hälfte der Saison 2016/17 ansprechend. Doch dann erlitt De Aliprandini bei einem Sturz im Training in Livigno eine Gehirnerschütterung, worauf er mehrere Wochen pausieren musste und aus deshalb die Weltmeisterschaften in St. Moritz verpasste.
De Aliprandinis bestes Ergebnis in der Saison 2017/18 war ein vierter Platz in Adelboden. Er nahm an den Olympischen Winterspielen 2018 in Pyeongchang teil, schied dort aber im ersten Durchgang des Riesenslaloms aus. Ab der Saison 2018/19 verzichtete er auf Starts in Super-Gs und Kombinationen, trat also nur noch in Riesenslaloms an. Es gelangen ihm drei Top-10-Platzierungen, im darauf folgenden Weltcup 2019/20 zwei, in der Saison 2020/21 erneut drei. Erstmals auf dem Podest in einem Rennen der höchsten Stufe stand er Bei den Weltmeisterschaften 2021 in Cortina d’Ampezzo, als er im Riesenslalom hinter Mathieu Faivre und vor Marco Schwarz die Silbermedaille gewann.

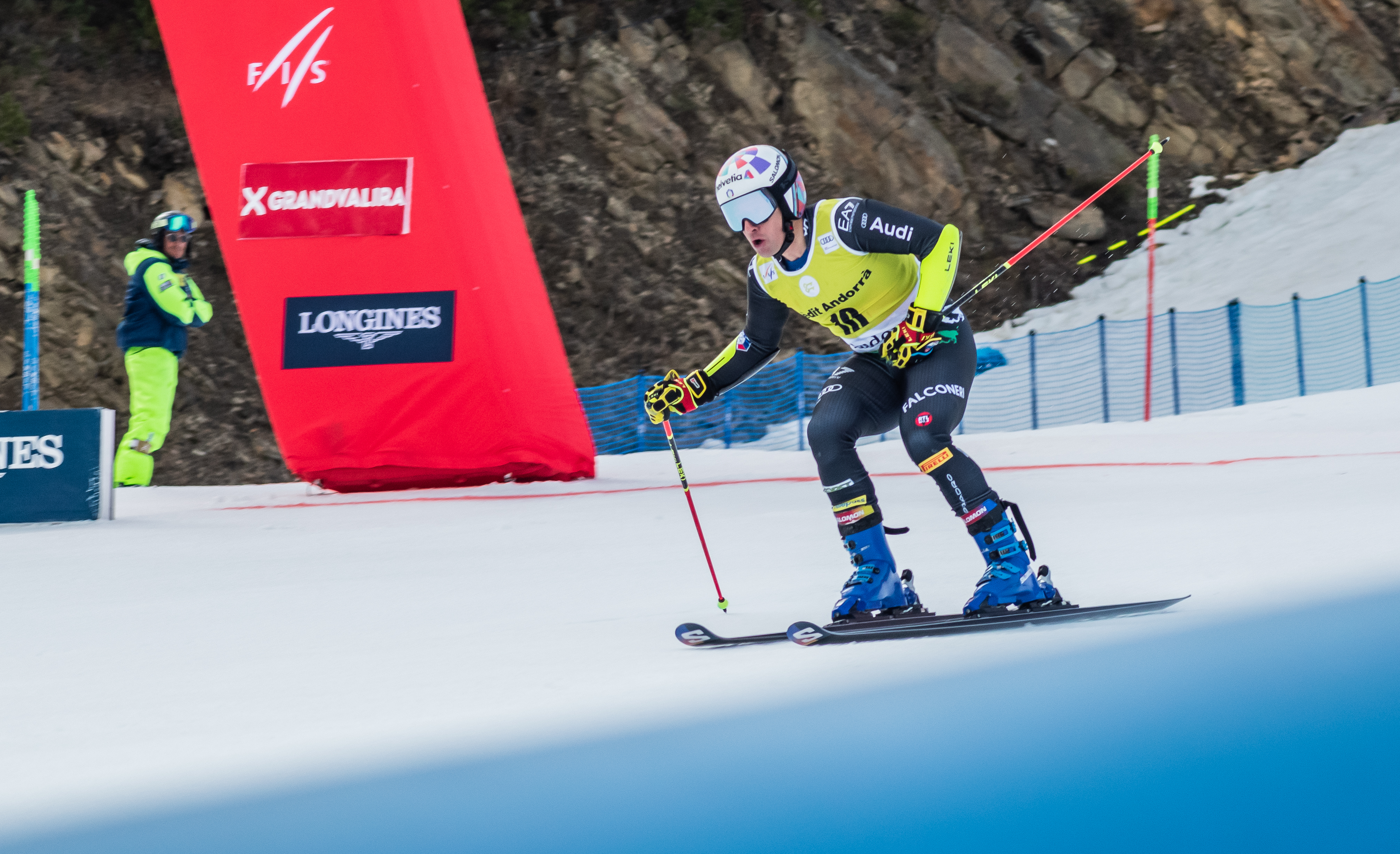
Beim Weltcupfinale in Soldeu (März 2023)

Seinen bisher erfolgreichsten Winter hatte De Aliprandini in der Saison 2021/22. In sechs von zehn Weltcuprennen platzierte er sich unter den besten zehn. In Alta Badia schaffte er es am 20. Dezember 2021 zum ersten Mal in seiner Karriere auf das Podest eines Weltcuprennens, wobei er sich als Zweitplatzierter einzig dem überragenden Marco Odermatt geschlagen geben musste. Bei den Olympischen Winterspielen 2022 in Peking schied er im zweiten Durchgang des Riesenslaloms aus, während im Mannschaftswettbewerb der achte Platz resultierte. Die erste Hälfte der Saison 2022/23 war von mehreren Ausfällen geprägt. Erst nach den Weltmeisterschaften konnte er wieder an die Leistungen des vorhergehenden Winters anknüpfen und schaffte es dreimal in die Top 10. Ähnlich verlief der Winter 2023/24, als De Aliprandini erst gegen Ende des Winters in Schwung kam; Bestergebnis war ein vierter Platz in Aspen.

## Privates
Seit 2014 ist Luca De Aliprandini mit der Schweizer Skirennläuferin Michelle Gisin in einer Beziehung.

## Erfolge

### Olympische Spiele
- Sotschi 2014: 11. Riesenslalom
- Peking 2022: 8. Mannschaftswettbewerb

### Weltmeisterschaften
- Åre 2019: 20. Riesenslalom
- Cortina d’Ampezzo 2021: 2. Riesenslalom
- Courchevel/Méribel 2023: 8. Parallelrennen, 14. Riesenslalom
- Saalbach-Hinterglemm 2025: 9. Riesenslalom

### Weltcup
- 34 Platzierungen unter den besten zehn, davon zwei Podestplätze

### Weltcupwertungen
| Saison  | Gesamt | Gesamt | Super-G | Super-G | Riesenslalom | Riesenslalom | Kombination | Kombination | Parallel | Parallel |
| Saison  | Platz  | Punkte | Platz   | Punkte  | Platz        | Punkte       | Platz       | Punkte      | Platz    | Punkte   |
| ------- | ------ | ------ | ------- | ------- | ------------ | ------------ | ----------- | ----------- | -------- | -------- |
| 2012/13 | 103.   | 24     | –       | –       | 35.          | 24           | –           | –           | –        | –        |
| 2013/14 | 54.    | 131    | 49.     | 5       | 19.          | 126          | –           | –           | –        | –        |
| 2015/16 | 88.    | 73     | 62.     | 1       | 31.          | 72           | –           | –           | –        | –        |
| 2016/17 | 41.    | 193    | 35.     | 18      | 11.          | 172          | 41.         | 3           | –        | –        |
| 2017/18 | 49.    | 143    | 45.     | 6       | 16.          | 128          | 32.         | 9           | –        | –        |
| 2018/19 | 47.    | 170    | –       | –       | 15.          | 170          | –           | –           | –        | –        |
| 2019/20 | 41.    | 173    | –       | –       | 13.          | 149          | –           | –           | 21.      | 24       |
| 2020/21 | 36.    | 228    | –       | –       | 11.          | 228          | –           | –           | –        | –        |
| 2021/22 | 27.    | 273    | –       | –       | 6.           | 273          | –           | –           | –        | –        |
| 2022/23 | 59.    | 124    | –       | –       | 16.          | 124          | –           | –           | –        | –        |
| 2023/24 | 50.    | 172    | –       | –       | 17.          | 172          | –           | –           | –        | –        |
| 2024/25 | 38.    | 237    | –       | –       | 10.          | 237          | –           | –           | –        | –        |

### Europacup
- Saison 2011/12: 7. Gesamtwertung, 3. Riesenslalomwertung
- Saison 2012/13: 10. Super-G-Wertung
- 4 Podestplätze, davon 1 Sieg:

| Datum        | Ort    | Land    | Disziplin    |
| ------------ | ------ | ------- | ------------ |
| 3. März 2013 | Soldeu | Andorra | Riesenslalom |

### Juniorenweltmeisterschaften
- Formigal 2008: 26. Super-G, 34. Abfahrt
- Garmisch-Partenkirchen 2009: 6. Riesenslalom
- Mont Blanc 2010: 10. Slalom, 28. Super-G

### Weitere Erfolge
- 1 italienischer Meistertitel (Riesenslalom 2024)
- 2 Podestplätze im Nor-Am Cup
- 1 Sieg im South American Cup
- 4 Siege in FIS-Rennen